# Мак-Артур-Ривер
Мак-Артур-Ривер — одно из крупнейших месторождений полиметалических руд. Расположено примерно вблизи залива Карпентария в северо-восточной части Северной территории (Австралия). Оператор месторождения — компания  McArthur River Mining (MRM), дочерняя компания швейцарской горнодобывающей компании Glencore. Месторождение было открыто в 1950-е годы и носило имя HYC («Here's Your Chance» — с англ. — «вот твой шанс»). Добыча полезных ископаемых началась только в 1995 году. Первоначально выработка велась в шахтах, позднее продолжилась открытым способом. 

## История
Рудник Мак-Артур-Ривер основан на одном из крупнейших в мире месторождений цинка, свинца и серебра. 
В 1977 году были начаты первые технико-экономические исследования.

## Запасы
| Металл  | Залежи            |
| ------- | ----------------- |
| Свинец  | более 6 млн т.    |
| Цинк    | более 13,5 млн т. |
| Серебро | более 6 тыс. т.   |